# Јанош Молнар
Јанош Молнар (мађ. Molnár János; Будимпешта, 14. мај 1931 — Будимпешта, 22. април 2000) је био мађарски фудбалер репрезентативац, нападач. У сезони 1957/58. поделио је титулу најбољег стрелца првенства са Золтаном Фидманским, обојица су постигли по 16. голова.

## Каријера
Молнар је целу своју каријеру порвео у једном клубу,МТК-а. Дебитовао је 1952. године и са клубом је постао двоструки шампион Мађарске и једнократни освајач Купа Мађарске са плаво-белима. У сезони 1957/58, био је најбољи стрелац лиге са 16 голова, поделивши титулу са Золтаном Фридманским. До свог фудбалског пензионисања 1962. године наступио је на 194 првенствене утакмице и постигао 75 голова. После фудбалске каријере, три године је тренирао омладински тим МТК-а.

## Репрезентација
Године 1960. појавио се два пута у репрезентацији једном против Југославије а други пут против Пољске. Обе утакмице су биле пријатељског карактера и у обе је ушао са клуше.

## Тренер
После активне фудбалске каријере, три године је тренирао омладински тим МТК-а.

## Достугнућа
- Мађарска лига
  - шампион: 1953, 1957/58
  - најбољи стрелац: 1957/58 (16. голова)
- Мађарски куп: (MNK)
  - победник: 1952.
- Митропа куп:
  - победник: 1955.[2]
- Заслужни спортиста (1954)[3]